# Lestidium
Lestidium (Gilbert, 1905) è un genere di pesci ossei marini appartenenti alla famiglia Paralepididae.

## Distribuzione e habitat
Il genere ha distribuzione cosmopolita nelle acque tropicali e subtropicali. La specie L. atlanticum è segnalata nel mar Mediterraneo.
Sono pesci mesopelagici che vivono a qualche centinaio di metri di profondità.

## Tassonomia
Il genere comprende 8 specie:
- Lestidium atlanticum
- Lestidium bigelowi
- Lestidium longilucifer
- Lestidium nigrirostrum
- Lestidium nudum
- Lestidium orientale
- Lestidium prolixum
- Lestidium rofeni